# Opon Ifá

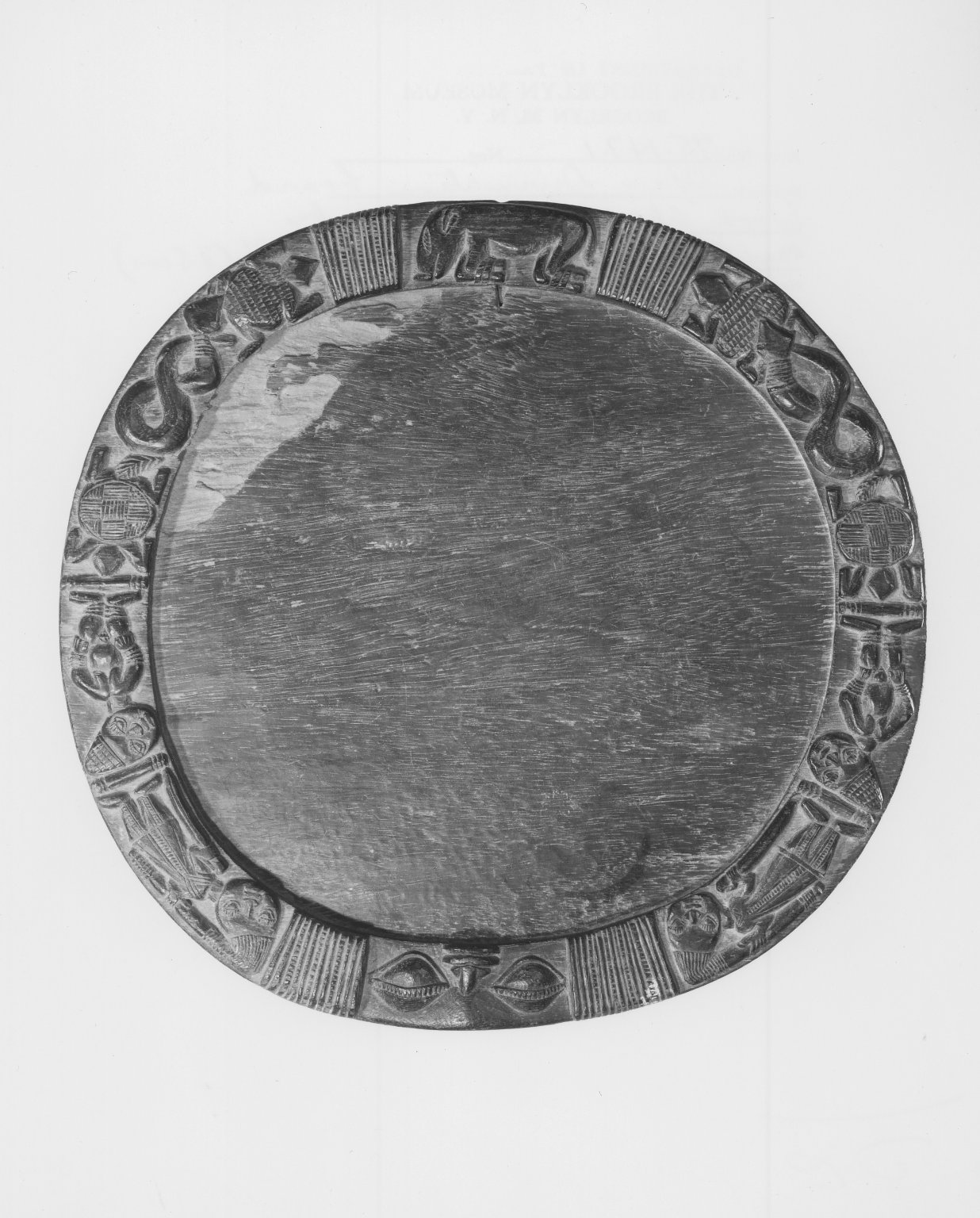
Un opon Ifá du début du XXe siècle de la collection du Brooklyn Museum

Un ọpọ́n Ifá est un plateau de divination utilisé dans les religions traditionnelles africaines et afro-américaines, notamment dans le système connu sous le nom d'Ifá et dans la tradition yoruba plus largement. Sur le plan étymologique opon signifie littéralement « flatter », ce qui explique le soin apporté à la confection des plateaux qui sont destinés à louer et à souligner les qualités divinatoire des Babalawos (devins). L'étymologie du terme Ifá fait, quant à elle, l'objet de débats. Ifá peut être se référer à un orisha, c'est-à-dire un dieu yoruba — précisément, le dieu de la divination Orula. Par ailleurs, certains érudits se sont simplement référés à Ifá comme le « grand oracle de la consultation » par opposition à un dieu ou à une divinité, c'est-à-dire sans prêter au mot aucune connotation divine.
Les Opon Ifá sont généralement fabriqués par des sculpteurs sur bois spécialisés dans les plateaux. Les sculpteurs les décorent avec des motifs, parfois selon la demande du propriétaire babalawo. Le soin porté à la décoration du plateau n'est pas seulement dû à la nécessité de « flatter » le propriétaire, mais aussi en relation avec les fonctions divinatoires mobilisées lors de la consultation. Différents sculpteurs emploient divers styles esthétiques en Afrique de l'Ouest et dans la diaspora africaine, mais la plupart des sculpteurs se réfèrent à la ville d'Oyo, dans le Nigeria actuel comme la source des premiers Opon.
Lors des consultations de divination, l'opon Ifá est utilisé par un babalawo pour communiquer avec Ifá, qui est seul capable d'identifier les causes et les solutions aux problèmes personnels et collectifs, et de rétablir l'harmonie avec les esprits,. Un orisha intermédiaire, Eshu, sert de messager entre le babalawo et Ifá, car les deux esprits sont considérés comme étant de proches compagnons l'un de l'autre. La cérémonie implique le recours à d'autres instruments divins tels que le iroke Ifá (sorte de marteau rituel), le ikin Ifá (noix du palmier sacré ou noix de kola), le opele Ifá (chapelet rituel) et l'iyerosun (poudre). L'opon Ifá est utilisé pour déterminer l'odu, c'est-à-dire le message prophétique correspondant à la situation du consultant. Une fois qu'un odu est révélé par le Ifá, le babalawo propose des solutions.

## Structure
Les Opon Ifá se présentent comme des plateaux en bois plats et circulaire, mesurant généralement entre 15 et 46 centimètres de diamètre. Des spécimens rectangulaires, semi-circulaires et plus ou moins carrés ont également été observés. Les plateaux présentent un rebord périphérique surélevé généralement agrémenté de figures sculptées et de motifs géométriques abstraits. La complexité artistique de ces gravures est un marqueur du statut du babalowo propriétaire et indique ainsi son importance aux clients. En haut du plateau on distingue une « tête » ou oju opon, et à son opposé se trouvent les « pieds » ou ese opon. En règle générale, la tête est une représentation d'Eshu, le messager d'Ifá. Certains plateaux peuvent avoir des représentations supplémentaires d'Eshu. Des plateaux présentant deux, quatre, huit et même seize faces d'Eshu ont été observés. Dans de tels cas, les « têtes » du plateau peuvent être représentées par des coquillages cauris. Les cauris sont également utilisés pour répandre la poudre sacrée : l'iyerosun.
Les gravures de la bordure de l'opon Ifá ne sont pas seulement ornementales mais aussi fonctionnelles Elles servent à diviser le périmètre en neuf parties différentes associées chacune à une signification symbolique. Chaque partie porte le nom de l'un des fameux neuf devins antiques. Lors d'une séance de divination, le babalowo est assis face à l'est avec l'opon Ifá devant lui, de sorte que les « pieds » du plateau soient à côté de ses propres pieds. Dans cette orientation, l'oju opon (« le visage du plateau »), lese opon (« les pieds du plateau »), lona kanran (« le chemin droit ») et lona murun (« le chemin direct ») sont respectivement situés sur les côtés est, ouest, sud et nord du plateau. Sur les diagonales de ces quatre points cardinaux se trouvent quatre parties supplémentaires personnalisées par d'autres devins : alaselosi (« celui qui met en œuvre avec la gauche ») est au nord-est, alabolotun ("celui qui propose avec la droite ») est au sud-est, afurukeresayo (« celui qui a un chasse-mouche (fouet) de devin et qui est heureux ») est au nord-ouest, et ajiletepowo (« le lève-tôt qui s'assoit et prospère ») est au sud-ouest. La dernière partie est l'espace au centre du plateau, c'est lerilade opon (« le lieu de rencontre qui couronne tout »). Il y a donc un total de neuf sections. Ces sections sont mobilisées lorsque le babalowo évoque la présence d'Ifá et des neuf anciens devins avant de commencer sa séance.
Le bord de l'opon Ifá peut également être sculptée avec des animaux emblématiques de la mythologie yoruba. Les praticiens pensent que ces gravures permettent au babalowo d'exploiter les pouvoirs de l'animal représenté, améliorant l'efficacité générale du plateau ou augmentant l'efficacité de certains odu. Les capacités apportées par ces animaux peuvent parfois être déduites en examinant leurs rôles dans l'une des 256 histoires archétypales associées à l'odu . Par exemple, le rat de brousse ou okete peut, dans la mythologie yoruba, prendre une forme humaine pour commettre des méfaits nocturnes. Des oiseaux peuvent symboliser la sorcellerie. Enfin, selon les devins d'Oyo, au Nigeria, les serpents peuvent symboliser l'efficacité du processus divinatoire, car on pense qu'ils ont obtenu leur capacité venimeuse d'Ifá - comme cela est indiqué dans l'odu okaran asa. Parfois, les serpents peuvent symboliser Ifá lui-même. Les figures zoomorphes sont parfois accompagnées de lignes abstraites et entrecroisées qui les soulignent.

### Les sculpteurs yorubas
Historiquement, les sculpteurs yorubas ont joué un rôle important dans leurs communautés - beaucoup étaient des spécialistes, créant des objets allant de l'usage quotidien (tabourets, cannes, etc.) à l'usage divin (sculptures de sanctuaire, coiffes, etc.) La plupart des sculpteurs spécialisés dans l'opon Ifá s'inscrivent dans la lignée de Are Lagbayi, un maître sculpteur sur bois de la cour de l'ancien Oyo, dans l'actuel Nigeria. Pour créer leurs motifs, les sculpteurs s'inspirent des fables de devins légendaires, des esprits et des archétypes décrits dans les Odus

### Variations

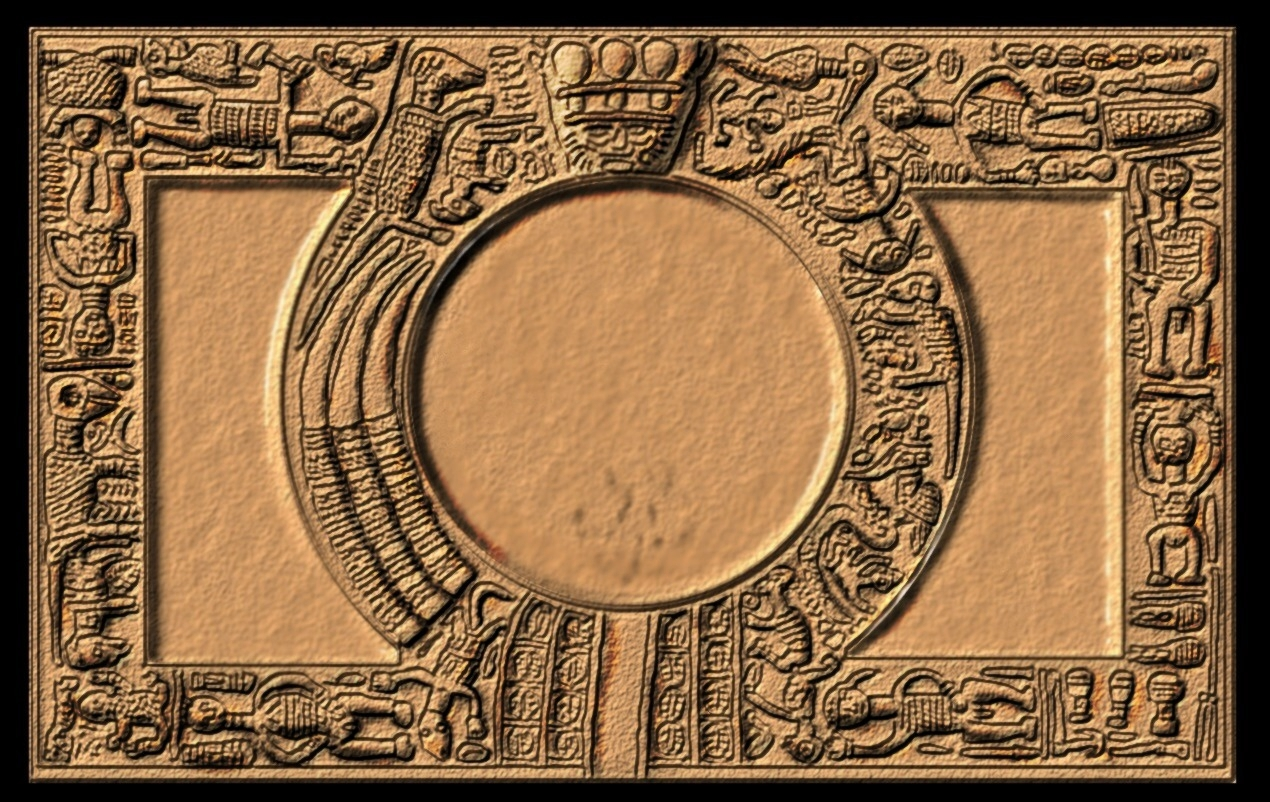
Un opon Ifá du Royaume du Dahomey du 17^{e} siècle constitué d'un opon érilade circulaire entouré d'un cadre rectangulaire.

Les opon Ifá connaissent des variations, en particulier en ce qui concerne le nombre et l'emplacement des visages d'Eshu et la forme géométrique de la planche,. Même au sein d'une même ville, on observera différentes formes de plateaux. Par exemple, un plateau peut représenter Eshu avec son menton dépassant vers le centre du plateau (opon erilade), tandis que d'autres représentent deux faces d'Eshu sur les côtés opposés du plateau. Bien que le système de divination Ifá trouve ses racines chez les Yoruba, sa pratique s'est répandue parmi la diaspora africaine et est connue sous différents noms, avec des altérations plus ou moins grandes.
Dans la Santería cubaine, fortement influencée par l'Ifá, l'opon Ifá peut également être employé. Il affichera souvent une large gamme de couleurs, et peut se distinguer par l'absence de représentation d'Eshu,.

## Croyances Yoruba
Le visage gravé d'Eshu permet au babalowo de se connecter avec lui. La relation entre Eshu et Ifá est décrite dans le canon Yoruba, en particulier dans les 256 odu (versets) que le babalawo détermine à partir de l'opon Ifá. Ce qui suit est un récit du mythe par un chef Ifá d'Oyo, Nigeria:
Ifá et Eshu sont deux des quatre cents orisha envoyés sur Terre par Olodumare, l'être suprême de la religion Yoruba. Chacune des quatre cents divinités a des capacités surnaturelles uniques : Ifá connaît le destin de tous les êtres humains et Eshu est le gardien de l'aṣẹ (pouvoir ou autorité divine). Eshu, confiant dans son statut de plus sage parmi tous les esprits d'Olodumare, a fait passer un test à chacune des 398 autres divinités, qui ont toutes échoué. Finalement, Eshu soumis le test à Ifá.
Eshu demanda à Ifá de surveiller son singe pendant une semaine pendant qu'il entreprenait un voyage. Ifá accepta, mais il demanda d'abord à Eshu d'attacher le singe à l'arbre devant sa maison. Après qu'Eshu soit parti, Ifá consulta un oracle pour voir quelles étaient les intentions d'Eshu au sujet de ce voyage. L'oracle recommanda à Ifá de faire une offrande sacrificielle de bananes qui devait être exécutée au fond d'une épaisse forêt. Ifá accomplit le sacrifice mais il découvrit à son retour que le singe d'Eshu avait disparu de l'arbre en face de sa maison. Eshu, ayant soudainement décidé de ne pas poursuivre son voyage, retourna chez Ifá et découvrit que ce dernier n'avait pas tenu sa promesse. Affligé de chagrin, Eshu se mit à pleurer et avertit Ifá que s'il ne trouvait pas le singe dans les sept jours, temps nécessaire pour que ses larmes touchent le sol, Ifá serait maudit sans répit pour le reste de sa vie. Cherchant une solution, Ifá consulta à nouveau l'oracle, qui lui dit de retourner à l'endroit exact de la forêt où le sacrifice des bananes avait été effectué. Là, il trouverait le singe. Ifá suivit une nouvelle fois les conseils de l'oracle et trouva effectivement le singe à l'endroit désigné. Ayant réussi à rendre le singe à Eshu avant que les larmes de ce dernier n'atteignent la terre, Ifá remporta le test et scella son partenariat avec Eshu. Pour exprimer sa gratitude, Eshu jura d'être un compagnon et un complice d'Ifá dans tous ses efforts. C'est ainsi qu'Eshu est devenu le porte-parole par lequel Ifá transmet sa connaissance clairvoyante.

## Déroulement d'une consultation divinatoire

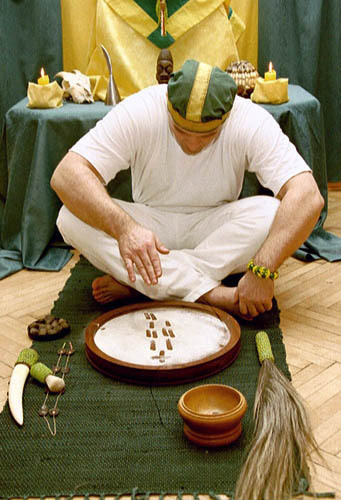
Un babalowo déterminant un odu dans de la poudre iyerosun. Un opele et un iroke Ifá sont visibles à sa droite.

Lors d'une séance de divination, le babalawo s'assoit face à l'est, la direction d'où Ifá est censé provenir du plan spirituel puis il oriente correctement le plateau avec les pieds gravés de l'opon Ifá à côté de ses propres pieds. Il s'assure que la lumière illumine le plateau et qu'aucune ombre ne se pose sur le bois,. Le babalowo dépose ensuite sur le fond de l'odon une couche de poudre iyerosun puis il frappe le bord du plateau avec le marteau rituel iroke Ifá générant un rythme qui permet d'invoquer la présence d'Ifá. Les neuf devins, parfois représentés symboliquement sur le pourtour du plateau, sont également convoqués. Le babalowo place ensuite les seize noix de palme ou de kola, les ikin Ifá, dans sa main gauche, la paume ouverte vers le haut. Pour effectuer un tirage, Le devin va saisir brusquement les noix avec sa main droite puis il va compter les noix restantes dans sa main gauche car elles lui indique le nombre de traits qu'il doit tracer dans la poudre du plateau. S'il lui reste une noix, il doit tracer deux traits. S'il lui reste deux noix, il trace un trait. S'il ne lui reste aucune noix ou bien s'il reste plus de trois noix, le tirage n'est pas valide. Le devin ne trace alors aucun trait et doit recommencer. Les tirages valides sont écrits sur quatre lignes avec deux tirages écrits par ligne si bien qu'on se retrouve à la fin avec huit tirage tracés sur l'opon. Ces huit tirages forment une sorte de figure constituée de traits et facilement identifiable. Elle permet au babalowo de reconnaitre rapidement l'odu (texte prophétique) désigné parmi les 256 odus possibles. Les vers correspondants sont ensuite chantés pour être entendus par le consultant.

Une autre méthode rapide de divination consiste à utiliser le chapelet opele Ifá réservant opon Ifá pour des questions plus sérieuses. L'opele se compose d'un collier de huit demi-noix de kola attachées ensemble. Chaque noix présente une face concave et une convexe correspondant  chacune aux traits pairs et impairs utilisé avec l'opon. Le chapelet est saisi par le milieu laissant 4 demi-noix pendre de chaque côté. Il est ensuite balancé puis posé d'un coup à plat. Chacune des huit noix se retourne du côté concave ou convexe, indiquant la combinaison de l'odu correspondant. Ce processus peut éventuellement être enregistré dans la poudre iyerosun. En conclusion de la séance, le babalowo va prescrire au consultant un certain nombre de rituels, offrandes ou sacrifices permettant la réalisation de ses objectifs.